# 空中防撞系统

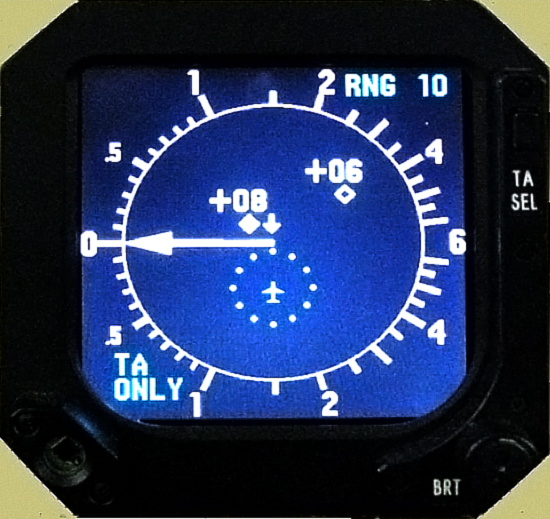
空中防撞系统

空中防撞系統（英語：Traffic Collision Avoidance System，縮寫：TCAS）是安裝於中、大型飛機的一組電腦系統，用以避免飛機在空中互相衝撞，與地面迫近警告系統搭配成為保護飛航安全的兩大防線。現今大部份民航客機都設有空中防撞系統功能。霍尼韦尔公司是唯一一家生产所有类型空中防撞系統的制造商，超過一半空中防撞系統产品都是出自该公司。

## 简介
早在1950年代航空業界就開始著手研究空中防撞系统，但因技術問題，應用不普遍。直到80年代，經歷多次空難之後，終於進入實用階段，研發出第一代空中防撞系统（TCAS I）。空中防撞系統的運作是通過飛機上的应答机确定飞机航向和高度，使飞机之间可以显示相互之间的距离间隔和高度，因此空中防撞系統在運作前必需開啟应答机。空中防撞系統顯示器可以與導航顯示器（Navigation Display；ND）整合在一起，也可以與即時垂直速度指示器（Instantaneous Vertical Speed Indicator；IVSI）整合，這樣上升或下降時可顯示垂直速度。
第一代空中防撞系统（TCAS I）能夠偵測上下7000至10000呎，前後15至40海里，發現有航機接近時，會提前40秒警告飛行員對方飛機的高度和位置。第二代空中防撞系统（TCAS II）是目前最被廣泛使用的，會用聲音及顯示警告飛行員，稱為Resolution Advisory （RA），並且會用語音指示避撞的動作，例如：「Climb！Climb！Climb！」「Descend！Descend！Descend！」，同時另一方的空中防撞系統會發出相反的警告。第三代空中防撞系统（TCAS III）除了有上下避撞措施之外，還增加左右避撞能力。
1993年美國聯邦航空管理局規定，凡進入美國國境飛行的30人座以上的客機，都必須具有TCAS II的能力，而歐洲亦在2000年實施此條例。

## 警报

### 等級
空中防撞系統根據各航機對本機的碰撞危險等級，會用不同的符號顯示在導航顯示器上（Navigation Display，ND），其等級分類如下所示：
- Non-threat：與本機無碰撞危險，白色空心菱形符號。
- Proximate Advisory（PA）： 與本機接近，但尚無碰撞可能，白色實心菱形符號。
- Traffic Advisory（TA）： 與本機已相當接近，有碰撞可能，但不須作閃避動作，黃色實心圓形。
- Resolution Advisory（RA）： 兩機有碰撞的危險，須立即閃避，空中防撞系統會提供閃避方向的指示，紅色實心方塊。

### 类型
| 类型 | 内容                                                     | 含义                                           | 应当采取的措施                                     |
| ---- | -------------------------------------------------------- | ---------------------------------------------- | -------------------------------------------------- |
| TA   | Traffic; traffic.（冲突，冲突）                          | 对方在水平和垂直方向均已相当接近               | 尝试目视观察对方，并为可能产生的RA警告作好操纵准备 |
| RA   | Climb; climb.（爬升，爬升）                              | 对方将从下方经过                               | 开始以1500–2000 英尺/分钟的爬升率爬升              |
| RA   | Descend. Descend.（下降，下降）                          | 对方将从上方经过                               | 开始以1500–2000 英尺/分钟的下降率下降              |
| RA   | Increase climb.（加速爬升）                              | 对方将从下方近距离掠过                         | 增大爬升率至2500 – 3000 英尺/分钟                  |
| RA   | Increase descent.（加速下降）                            | 对方将从上方近距离掠过                         | 增大下降率至2500 – 3000 英尺/分钟                  |
| RA   | Reduce climb.（减速爬升）                                | 对方在下方，已有一段垂直距离                   | 减少爬升率                                         |
| RA   | Reduce descent.（减速下降）                              | 对方在上方，已有一段垂直距离                   | 减少下降率                                         |
| RA   | Climb; climb now.（爬升，现在爬升）                      | 对方刚才在上方，现在已经转移到下方             | 停止下降，转为爬升                                 |
| RA   | Descend; descend now.（下降，现在下降）                  | 对方刚才在下方，现在已经转移到上方             | 停止爬升，转为下降                                 |
| RA   | Maintain vertical speed; maintain.（保持垂直速度，保持） | 保持垂直速率即可避免相撞                       | 保持垂直速度                                       |
| RA   | Adjust vertical speed; adjust.（调整垂直速度，调整）     | 对方已经较远，或者一开始的RA警告已经在减弱     | 开始恢复水平飞行                                   |
| RA   | Monitor vertical speed.（注意垂直速度）                  | 对方已经在上方或者下方恢复水平飞行             | 保持水平飞行                                       |
| RA   | Crossing.（交叉点）                                      | 正在接近与对方的交汇点。通常伴随着其他的RA警告 | 执行伴随的RA建议                                   |
| CC   | Clear of conflict.（冲突解除）                           | 对方已经不再是威胁，相撞的危险解除             | 重新接受ATC管理                                    |

### 声音示例
- TCAS报警（Climb, climb now）：file • detail
- TCAS报警（Descend, crossing descend）：

- TCAS报警（Traffic, Traffic）：

## 各地對空中防撞系統的規管
| 發佈者                     | 飛機等級                                                  | TCAS型號                    | 實施日期      |
| -------------------------- | --------------------------------------------------------- | --------------------------- | ------------- |
| 美國聯邦航空管理局         | 30人座以上的渦輪發動機客機（或最大起飛重量超過15000公斤） | TCAS II                     | 1993年1月1日  |
| 歐洲航空安全局             | 30人座以上的渦輪發動機客機（或最大起飛重量超過15000公斤） | TCAS II                     | 2000年1月1日  |
| 歐洲航空安全局             | 19人座以上的渦輪發動機客機（或最大起飛重量超過5700公斤）  | ACAS II（或TCAS II第7.0版） | 2005年1月1日  |
| 澳大利亚民用航空安全管理局 | 30人座以上的渦輪發動機客機（或最大起飛重量超過15000公斤） | TCAS II                     | 2000年1月1日  |
| 香港民航處                 | 9人座以上的飛機（或最大起飛重量超過5700公斤）             | TCAS II第7.0版              | 2000年1月1日  |
| 巴西國家民航局             | 19人座以上的飛機（或最大起飛重量超過5700公斤）            | TCAS II                     | 2005年1月28日 |
| 中国民用航空局             | 30人座以上的飛機（或最大起飛重量超過15000公斤）           | TCAS II                     | 2003年1月1日  |
| 中華民國交通部民用航空局   | 30人座以上的渦輪發動機客機（或最大起飛重量超過15000公斤） | TCAS II                     | 2003年1月1日  |
| 中華民國交通部民用航空局   | 19-30人座的渦輪發動機客機（或最大起飛重量5700-15000公斤） | TCAS II                     | 2005年1月1日  |

## 相关空難
在美國聯邦航空管理局或其它民航管理單位，都會規範空中防撞系统與航空交通管制的指示衝突時的優先次序。因為若是一架飛機遵從空中防撞系统，但另一架遵從航空交通管制，這樣子仍有互撞的危險。最明顯的實際案例，在2002年巴什克利安航空2937號班機，兩架飛機在德國南部的烏柏林根（Überlingen）上空發生空中接近，兩機都收到了空中防撞系统的警告，但有一架飛機未遵從TCAS的指示，反而聽從ATC的指示，導致兩機在空中相撞造成重大死傷。2006年戈爾航空1907號班機空難中兩架均有空中防撞系统的飛機在空中相撞，因為機長誤將答詢機關閉，使空中防撞系统無法運作，兩架飛機無法互相偵測，導致相撞。
因此，现行操作流程要求飞行员在TCAS和ATC指令冲突时，优先参照TCAS指令执行。